# Annibaliano

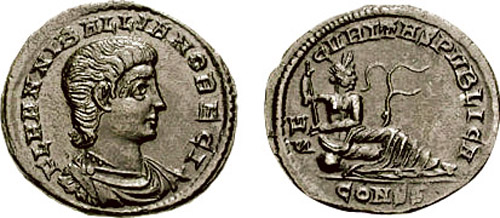
Follis di "Re" Annibaliano.

Annibaliano (latino: Flavius Hannibalianus o Hanniballianus; ... – settembre 337) fu un membro della dinastia costantiniana, che governò l'impero romano nel IV secolo.

## Biografia
Annibaliano era il figlio di Flavio Dalmazio, e perciò nipote dell'imperatore Costantino I. Assieme al fratello Dalmazio, Annibaliano fu educato a Tolosa dal retore Exuperio.
Negli anni 320, Costantino richiamò Flavio Dalmazio a Costantinopoli, dove lo seguì la sua famiglia. In seguito, nel 335, Annibaliano sposò la figlia di Costantino, Costantina, e fu elevato al rango di nobilissimus.
In occasione della preparazione della campagna militare di Costantino contro i Sasanidi (337), Annibaliano fu nominato Rex Regum et Ponticarum Gentium, "Re dei Re e delle Genti Pontiche". Tale titolo fa supporre che Costantino intendesse porre Annibaliano sul trono del Ponto, dopo la sconfitta dei Sasanidi. La campagna non ebbe luogo, in quanto Costantino morì nel maggio del 337, succeduto dai suoi tre figli. Annibaliano fu ucciso, assieme al fratello, nella purga che colpì i membri maschili della famiglia imperiale e che tolse di mezzo molti pretendenti al trono.